# Besani (Leksono)
Besani is een bestuurslaag in het regentschap Wonosobo van de provincie Midden-Java, Indonesië. Besani telt 2935 inwoners (volkstelling 2010).